# 闵集乡
闵集乡，是中华人民共和国湖北省孝感市孝南区下辖的一个乡镇级行政单位。

## 行政区划
闵集乡下辖以下地区：
闵集村、农建村、杨兴垸村、凤凰台村、骆寨村、安静庙村、农联村、杨寨村、建国村、合心村、白水湖村、道兴村、八角楼村、前进村、农大村、高庙村、莲心庵村、三联村、上新村、合丰村、振兴村、仕李村、大丰村、太平山村、下新村、联和村、柏树园村和马溪村。